# الیزابت جین گاردنر

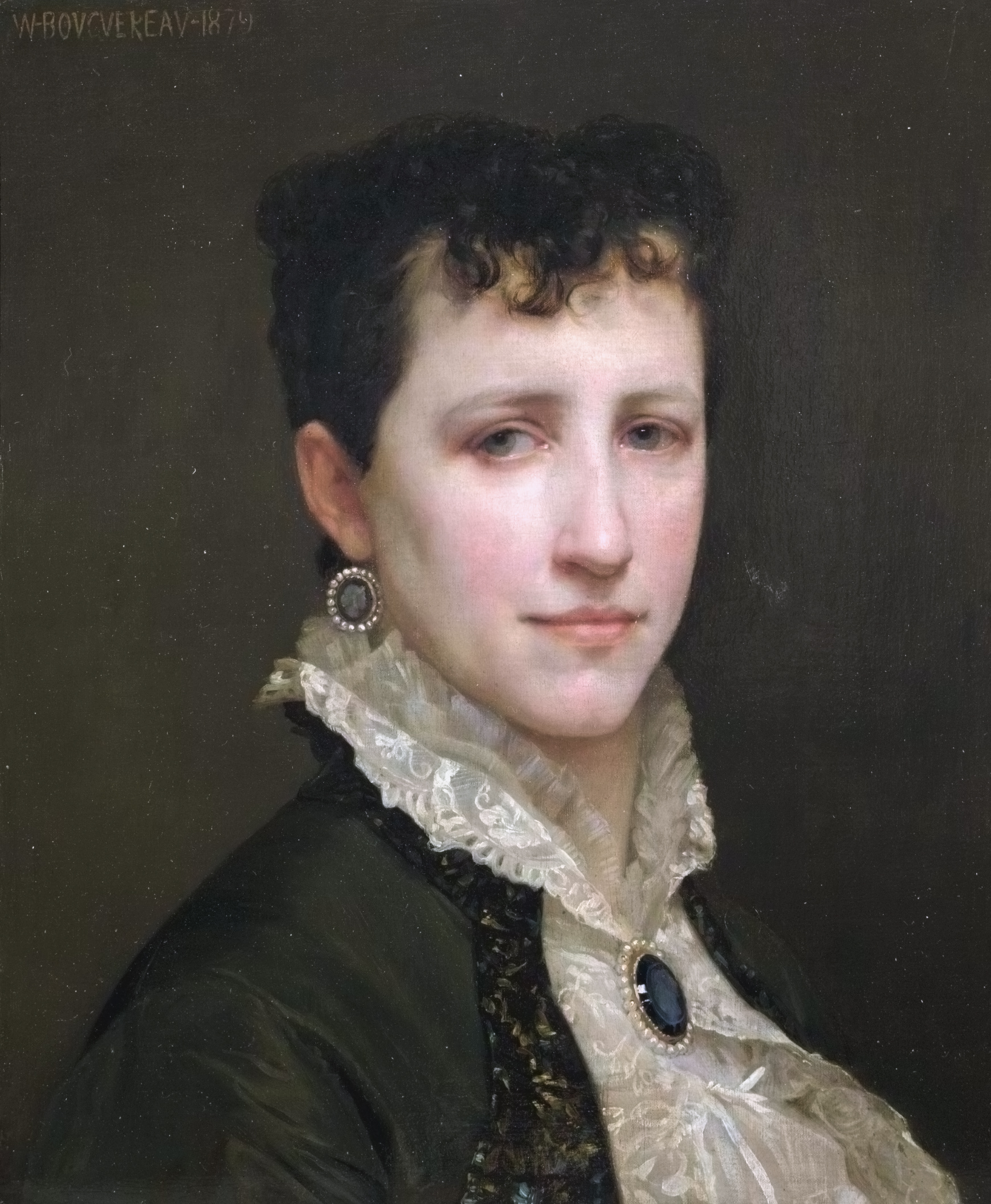

الیزابت جین گاردنر (انگلیسی: Elizabeth Jane Gardner؛ ۴ اکتبر ۱۸۳۷ – ۲۸ ژانویهٔ ۱۹۲۲) یک نقاش اهل ایالات متحده آمریکا بود.

## نگارخانه

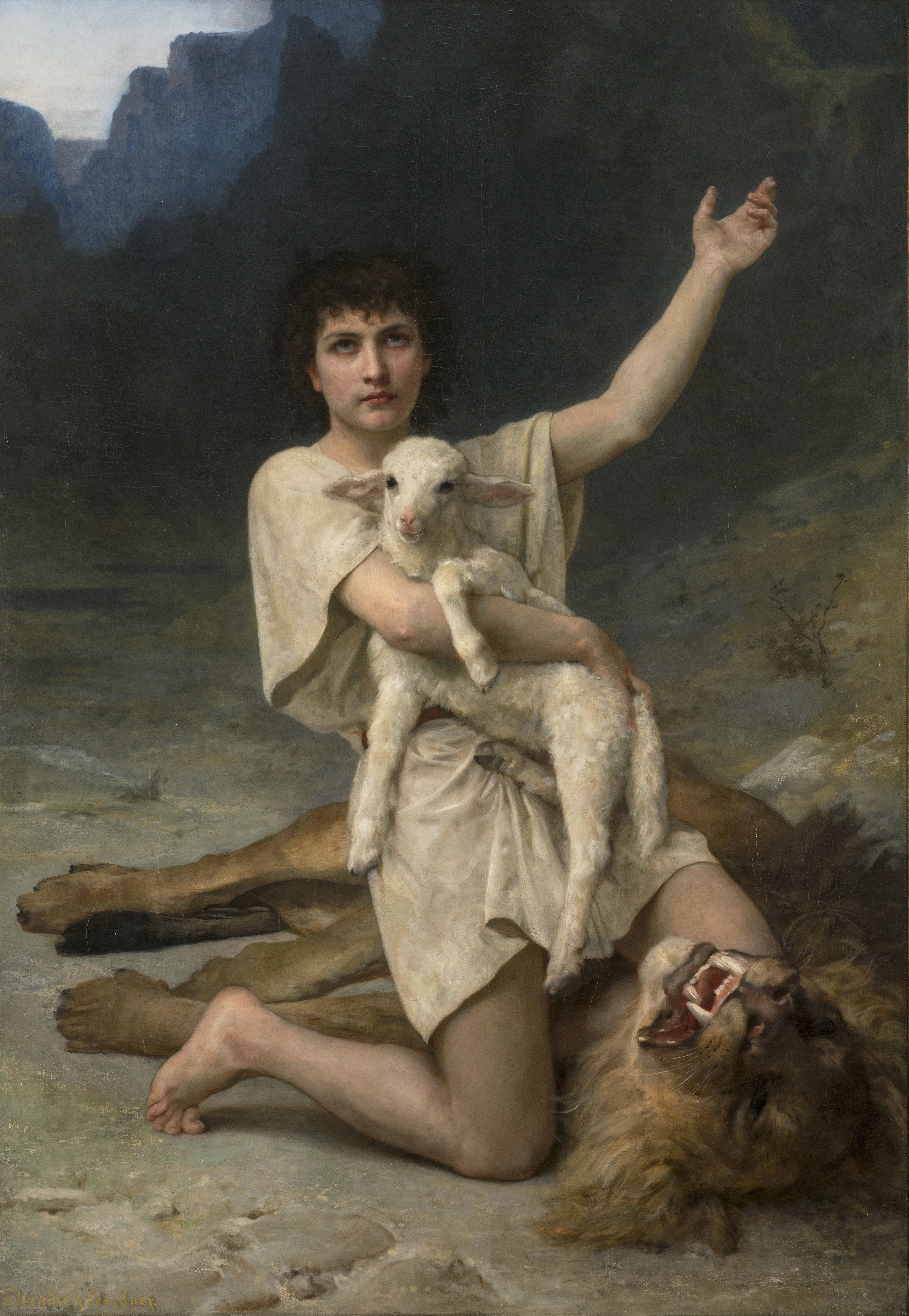
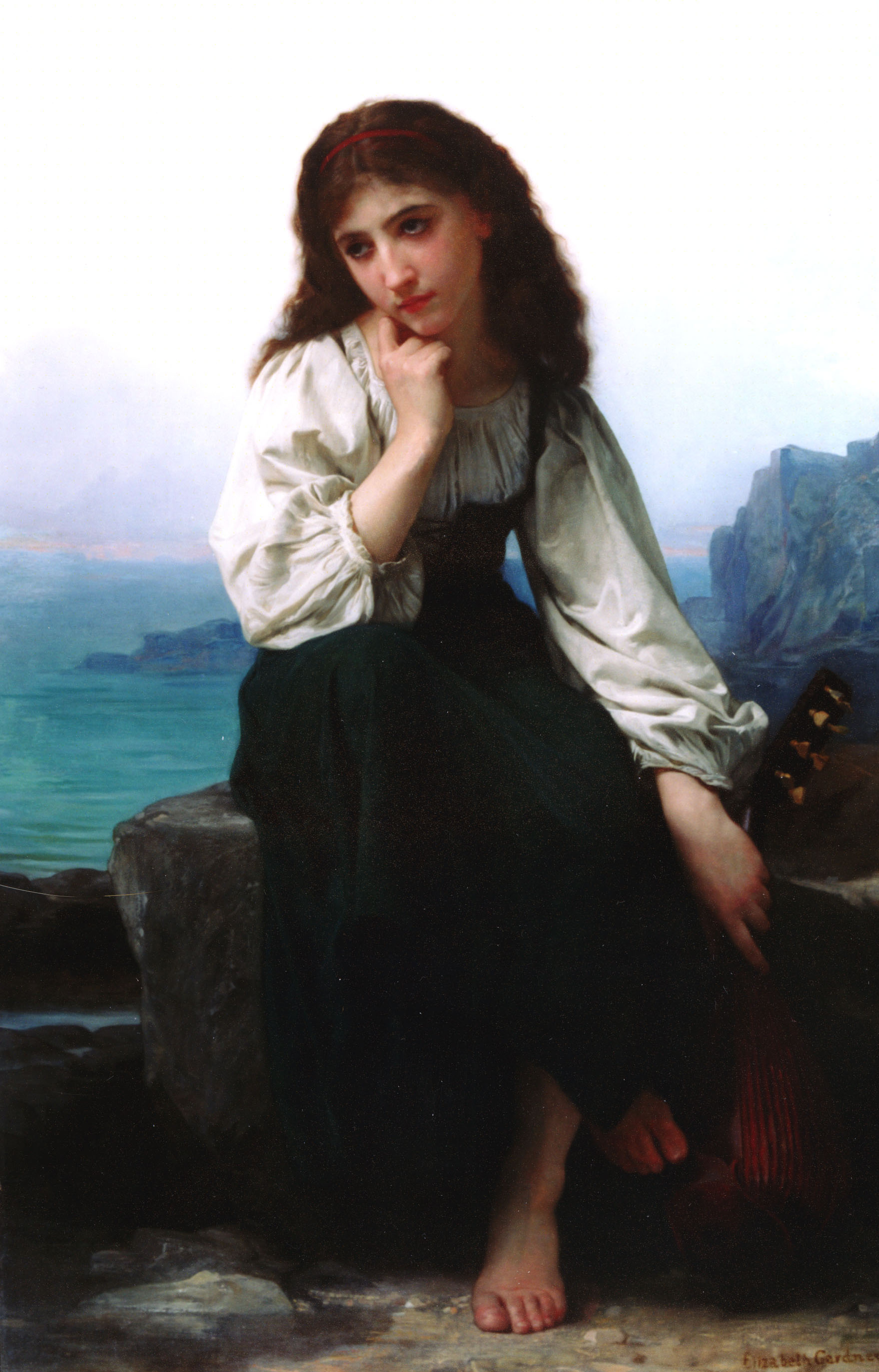
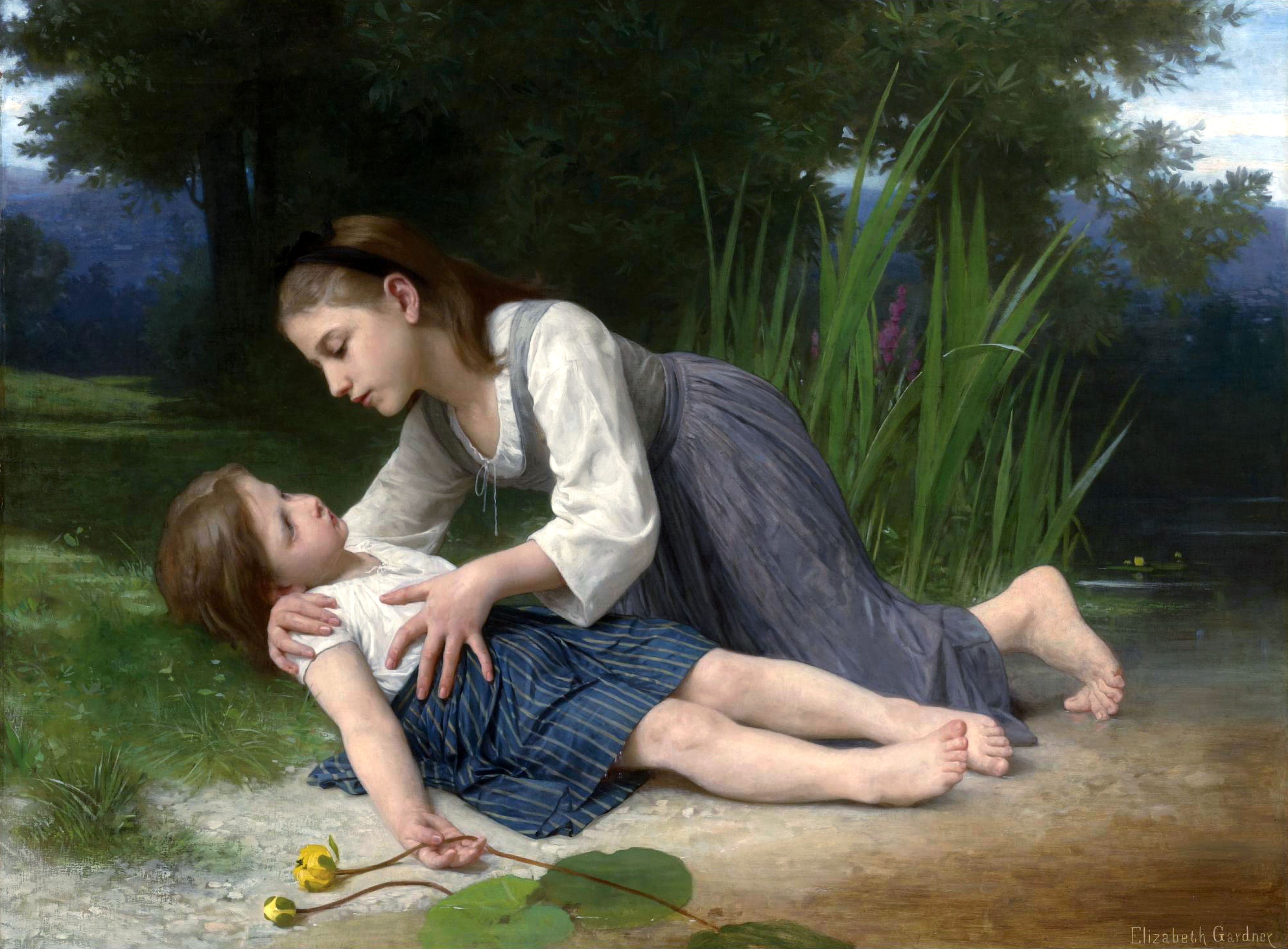